# Oplurus grandidieri
Oplurus grandidieri là một loài thằn lằn trong họ Opluridae. Loài này được Mocquard mô tả khoa học đầu tiên năm 1900.